# Nikola Čolak
Nikola Čolak (Janjevo, 14. travnja 1914. – Padova, 23. kolovoza 1996.) je bio hrvatski filozof, romanski filolog, politički publicist, arhivist i povjesničar. Zaslužan je za mnogo prikupljene građe o hrvatskom jadranskom pomorstvu. Područje njegova znanstvenog zanimanja bila su povijest hrvatskoga pomorstva i ribarstva s naglaskom na dalmatinsko. Nije zaboravio ni rodni kraj, pa je mnogo istraživao povijest i govor rodnog Janjeva.

## Životopis
Rodio se je u Janjevu 1914., gdje je završio pučku školu. Gimnaziju je pohađao u Prizrenu i Travniku, gdje je i maturirao. Studirao je u Italiji na Filozofskom fakultetu u Gallarateu kraj Milana gdje je diplomirao čistu filozofiju. U Zagrebu je diplomirao romansku filologiju (francuski i talijanski jezik s književnostima) na Filozofskom fakultetu Sveučilišta u Zagrebu te apsolvirao je klasičnu filologiju i povijest.
Svibnja 1945. jugokomunističke vlasti u Zagrebu uhitile su ga pod optužbom "da sprema pobunu". Presuda je bila tri godine prisilnoga rada. Odradio je dvije godine. Nakon što je izašao na "slobodu", stalno je imao probleme jer je bio politički nepodoban jugokomunističkim vlsatima. Zaposlio se je u Tvornici hidrauličkih strojeva u Zagrebu. Poslije je radio u Poduzeću za proizvodnju nafte Šumečani u Deanovcu. Sljedeća radna mjesta bila su mu osnovne škole u Glini i Novom Marofu. 1954. se je godine zaposlio kao arhivist u Državnom arhivu u Zadru gdje je radio do 1960. godine. Potkraj te godine zaposlio se je u Institutu JAZU, u kojem je radio do srpnja 1965. godine. Tad je otišao raditi u Zagrebu u Institut za historiju radničkog pokreta Hrvatske.
Ondje je radio godinu dana. Otkaz je dobio zbog sudioništva u osnivanju zadarskog časopisa Slobodnog glasa i zbog oporbenjaštva prema komunističkom režimu. 
Odlučio je emigrirati. Otišao je u Italiju kolovoza 1966. gdje je dobio azil. Živio je i radio u Padovi. Bio je istaknuti prohrvatski i protukomunistički politički i javni aktivan. Djelovao je među hrvatskim iseljenicima. Prva radna mjesta bila su mu u Veroni i Veneciji gdje je radio na ekonomskim fakultetima. Potom je predavao povijest i filozofiju u Padovi u privatnom liceju. 
Za hrvatsku je povjesnicu mnogo pridonio arhivskim istraživanjima u Državnom arhivu u Mlecima i inim pismohranama diljem Italije. Prikupio je mnogo građe koja je u svezi s hrvatskim jadranskim prostorom, s naglaskom na pomorstvu u Hrvata. Dio radova još nije objavljen, a dio je objavio u obliku regesta. U Mlecima je osnovao “Centro di studi storici croati”, a zadaća tog istraživačkog centra bila je objaviti arhivska vrela iz hrvatske povijesti.

## Djela
Opus mu čini šest knjiga, preko 50 izvornih radova, mnoštvo članaka političke publicistike te brojni rukopisi koji još nisu objavljeni.
- Pomorstvo grada Zadra (autori Vjekoslav Maštrović, Nikola Čolak i dr.), 1963.
- 'Iza bodljikave žice: svjedočanstvo o životu Hrvatske u srbokomunističkoj Jugoslaviji: sestrama i braći Hrvaticama i Hrvatima žrtvama srbokomunističke invazije Hrvatske, Padova, 1977. (izišlo potporom Zlatka Tudjine, Josipa Glasnovića i još četvorice hrvatskih rodoljuba)
- Opere: eta’ contemporanea, 1979. (ur.)
- Regesti marittimi Croati, 1985.
- Politika Hrvatskog narodnog vijeća: 1981-1988, 1988.
- Akcija deseti travanj u svijetlu krunskog svjedočanstva Ivana Prusca i dokumentacije, Padova : Centro di studi storici Croati = Središnjica za proučavanje hrvatske povijesti, 1989.
- Hrvatska iznad svega:  odsjevi prošlosti - perspektive budućnosti = La Croazia prima di tutto : riflessi del passato - prospettive nel futuro, Padova : Centro di studi storici croati - Venezia = Središnjica za proučavanje hrvatske povijesti - Venecija, 1989.
- Janjevo: sedam stoljeća opstojnosti Hrvata na Kosovu (suautor Ive Mažuran), 2000.

Članke je objavio u Radovima Zavoda za povijesne znanosti HAZU u Zadru, Analima Historijskog instituta Jugoslavenske akademije znanosti i umjetnosti u Dubrovniku, janjevačkom godišnjaku iz Zagreba Zvonu, Pomorskom zborniku, Archivio veneto i dr.

## Vanjske poveznice
Čolak, Nikola. Hrvatska enciklopedija. Leksikografski zavod Miroslav Krleža. Pristupljeno 7. prosinca 2016.